# Мохаммад Фарадж аль-Гуль
Мохамма́д Фара́дж аль-Гуль (араб. محمد فرج الغول; 7 березня 1957, Рафах, Палестина — 15 липня 2025) — міністр у справах в'язнів та звільнених, а також міністр юстиції в уряді Хамас під керівництвом Ісмаїла Ганії, що контролює Сектор Гази. Він очолював урядовий комітет, відповідальний за виконання рекомендацій звіту Місії ООН зі встановлення фактів щодо конфлікту в Газі. Він здобув університетську освіту на юридичному факультеті Каїрського університету, отримав ступінь магістра з міжнародного права та прав людини в Американському світовому університеті, а також проходив аспірантуру в Інституті ісламських досліджень «Аль-Бакурі» в Каїрі. Був членом Палестинської законодавчої ради від блоку «Реформи та зміни». Його було обрано депутатом від Гази, отримавши 71 492 голоси. Він є засновником і президентом правозахисної організації «Дар аль-Хак ва аль-Канун». Також керував адвокатським бюро в Секторі Гази.